# Campbell Crest
Campbell Crest är en bergstopp i Antarktis. Den ligger i Västantarktis. Argentina, Chile och Storbritannien gör anspråk på området. Toppen på Campbell Crest är 1 670 meter över havet, eller 776 meter över den omgivande terrängen. Bredden vid basen är 4,8 km.
Terrängen runt Campbell Crest är kuperad österut, men västerut är den bergig. Trakten är obefolkad. Det finns inga samhällen i närheten.